# Марк Билингам
Марк Билингам (на английски: Mark Billingham) е английски актьор, сценарист и писател на произведения в жанра криминален роман, трилър и фентъзи. Пише и под псевдонимите Адам Блейк (Adam Blake) с писателя Майк Кери и Уил Питърсън (Will Peterson) с писателя Питър Кокс.

## Биография и творчество
Марк Филип Дейвид Билингам е роден на 2 юли 1961 г. в Солихъл, Уоруикшър, Англия. Израства в предградието Мозли на Бирмингам. Учи в мъжката гимназия „Крал Едуард VI“ в предградието Кингс Хийт, където участва в театрални постановки. Следва драматургия в катедрата по драма и театрално изкуство на Бирмингамския университет.
След дипломирането си участва в създаването на театралната компания Bread & Circuses, която прави представления в училища, колежи, центрове за изкуства и на улицата. В средата на 1980-те се мести в като „работещ актьор“, участвайки във второстепенни роли в епизоди на телевизионни предавания, а след това участва в стендъп комедии и в различни комедийни представления. Заедно с актьорската си кариера започва да пише скечове и сценарии за телевизионни сериали. В периода 1997 – 1998 г., заедно с Питър Кокс, пише и участва в сериала Knight School (Рицарската школа) по телевизия Granada, който е и романизиран. Като любител на криминалната литература постепенно се насочва към писането на криминални романи и трилъри.
Първият му роман „Смъртта е най-лесното нещо“ от емблематичната му поредица „Том Торн“ е издаден през 2001 г. Открити са три мъртви жени, а четвъртата жертва е с умишлено предизвикан инсулт и е в състояние на „заключващ синдром“. Детектив Том Торн разбира, че е изправен срещу умен сериен убиец и трябва до открие „ключа“ към идентичността му. Романът става бестселър в списъка на „Съндей Таймс“ и получава наградата на читателите „Тиакстън“. Същата награда получава и романът Death Message (Смъртоносно съобщение) от поредицата през 2009 г.
През 1997 г. Билингам става жертва на престъпление, като той и неговият писател Питър Кокс са отвлечени и държани като заложници за откуп в хотелска стая в Манчестър. Случаят го вдъхновява за написването на втория роман от поредицата „Том Торн“, „Убийства от страх“, който печели наградата „Шерлок“. Поредицата е екранизирана през 2010 г. в телевизионния сериал „Торн“ с участието на Дейвид Мориси, Ейдън Гилън, Сандра О и др.
Самостоятелният му роман In the Dark (В мрака) от 2008 г. е екранизиран от Би Би Си в едноименния минисериал.
В периода 2008 – 2010 г. заедно Питър Кокс издава фентъзи поредицата „Трискелион“ под псевдонима Уил Питърсън.
През 2011 г. с Майк Кери издава романа „Измамата Мъртво море“ под псевдонима Адам Блейк.
Марк Билингам живее със семейството си в Северен Лондон.

## Произведения

### Като Марк Билингам

#### Самостоятелни романи
- Knight School (1998) – с Питър Кокс[3]
- In the Dark (2008)[1][2]
- Rush of Blood (2012)
- Die of Shame (2016)
- Rabbit Hole (2021)

#### Серия „Том Торн“ (Tom Thorne)
1. Sleepy Head (2001) – награда „Тиакстън“[1][2]
Смъртта е най-лесното нещо, изд.: ИК „Прозорец“, София (2003), прев. Елисавета Маринкева
2. Scaredy Cat (2002) – награда „Шерлок“[3]
Убийства от страх, изд.: ИК „Прозорец“, София (2003), прев. Спаска Вълчева
3. Lazybones (2003)
4. The Burning Girl (2004)
5. Lifeless (2005)
6. Buried (2006)
7. Death Message (2007) – награда „Тиакстън“
8. Bloodline (2009)
9. From the Dead (2010)
10. Good as Dead (2011) – издаден и като The Demands
11. The Dying Hours (2013)
12. The Bones Beneath (2014)
13. Time of Death (2015)
14. Love Like Blood (2017)
15. The Killing Habit (2018)
16. Their Little Secret (2019)
17. Cry Baby (2020)
18. The Murder Book (2022)

#### Новели
- The Other Half (2015)[1]
- Stroke of Luck (2015)

#### Сборници
- Dancing Towards the Blade and Other Stories (2013)

#### Документалистика
- Great Lost Albums (2014) – с Дейвид Куантик, Став Шерез и Мартин Уейтс[1]

### Като Адам Блейк

#### Самостоятелни романи
- The Dead Sea Deception (2011)
Измамата Мъртво море, изд. ИК „Бард“, София (2011), прев. Елена Кодинова
- The Demon Code (2012)
Децата на Юда, изд. ИК „Бард“, София (2013), прев. Елена Чизмарова

### Като Уил Питърсън

#### Серия „Трискелион“ (Triskellion)
1. Triskellion (2008)[1]
2. The Burning (2009)
3. The Gathering (2010)

### Филмография
- Dempsey and Makepeace (1984)
- Juliet Bravo (1980)
- Boon (1986)
- News at Twelve (1988)
- The Bill (1984)
- Birds of a Feather (1989)
- Maid Marian and her Merry Men (1989 – 94)
- The Upper Hand (1990)
- Harry's Mad (1993 – 96)
- Knight School (1997 – 98)

### Екранизации
- Maid Marian and Her Merry Men (1989 – 1994)
- Harry's Mad (1993 – 1996)
- Knight School 1997 – 1998
- Thorne – тв сериал (2010)
- In the Dark – тв минисериал (2017)